# 겨울의 피아니스트
"겨울의 피아니스트"는 2011년에 제작한 대한민국의 영화이다. 20212년 서울독립영화제에서 상영.

## 캐스팅
- 정유미 : 미미 역
- 김의성 : 작곡가 역